# 宝塔山公园
宝塔山公园是一个位于江苏省镇江市的公园，地处镇江市区与镇江经济开发区交汇处。公园的最佳游玩季节为每年2月至5月。
该园规划面积为12公顷，现建成面积5公顷，走马观花地游览仅需20分钟即可走遍全园。园内有镇江四大名塔之一的僧伽塔、清朝文学家思想家龚自珍的诗碑、中日友谊梅樱园、樱花小筑、镇江和津市友好都市提携十周年纪念碑等。该园既有中华园林特色，又有日本园林风韵。

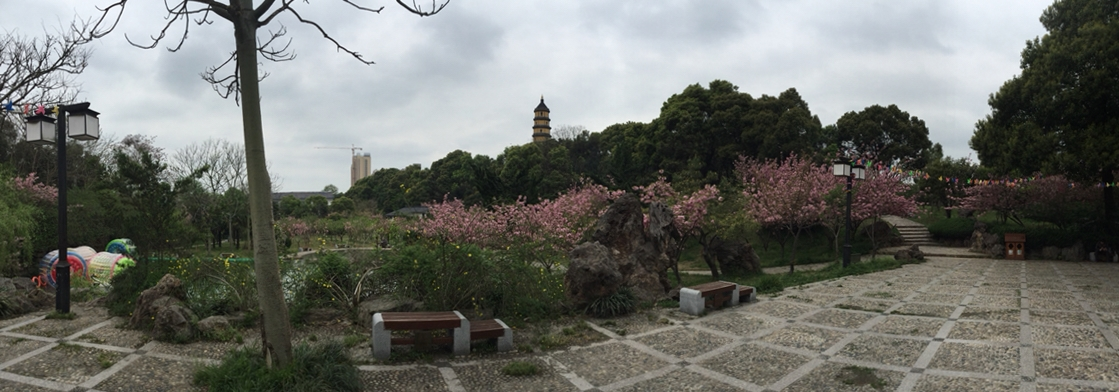
宝塔山公园

2018年，该公园票价为15元。

## 景点
- 中日友谊梅樱园

每年3、4月樱花盛开，实为赏樱之佳处。
- 樱花小筑

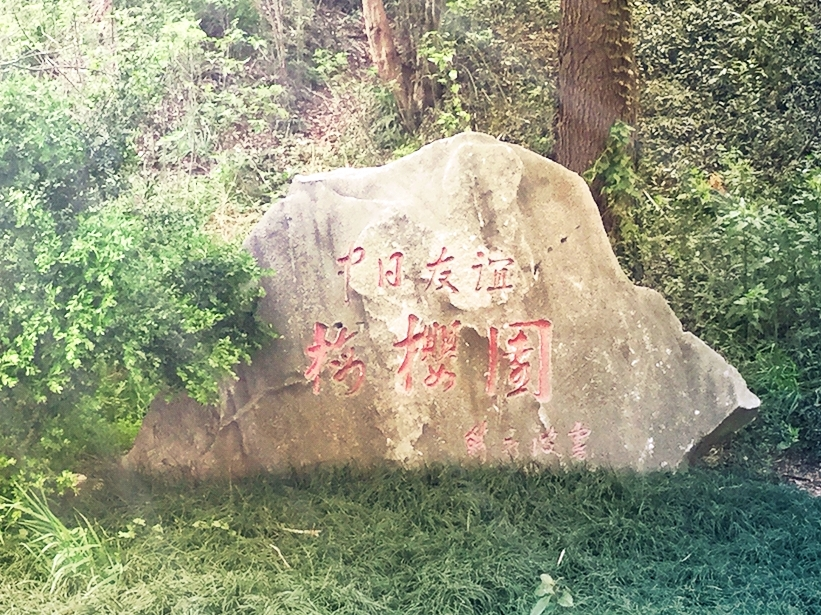
中日友谊梅樱园

沿途遍植樱花，还能看到与日本一些友好城市的纪念牌。
- “郁金”樱花

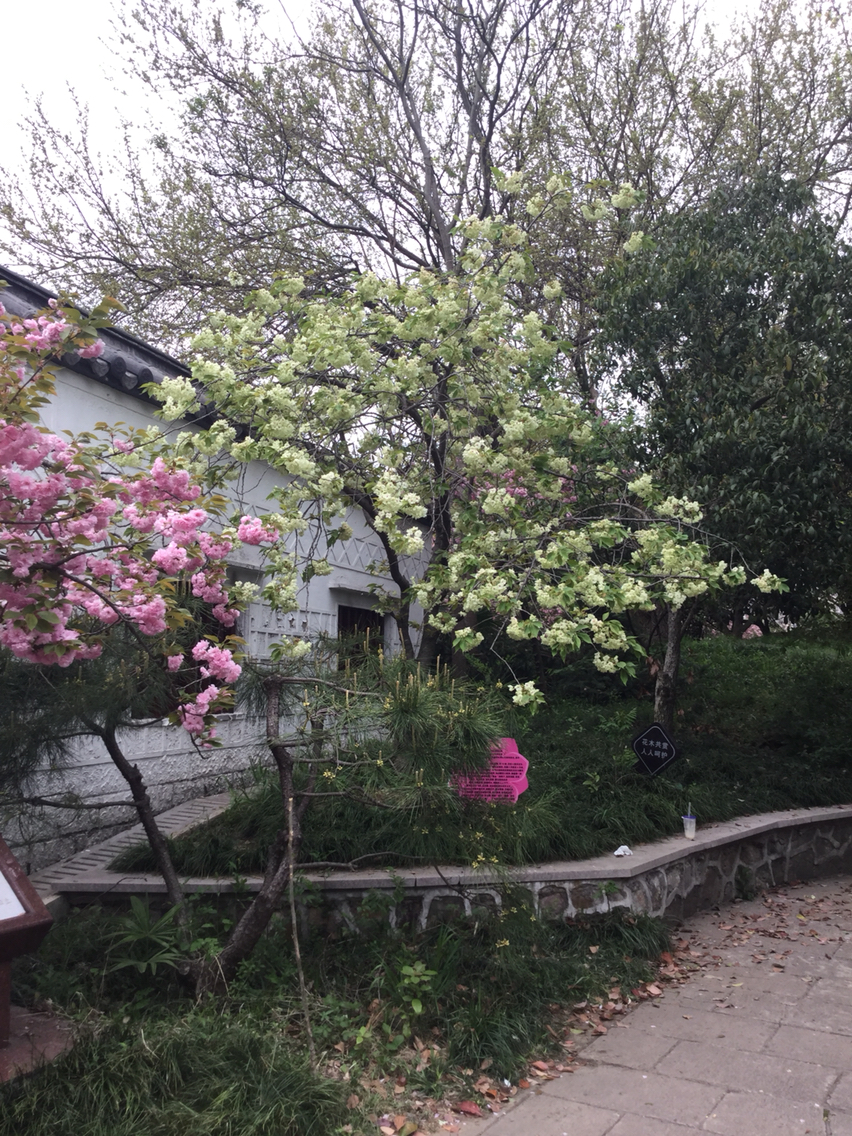
郁金樱花
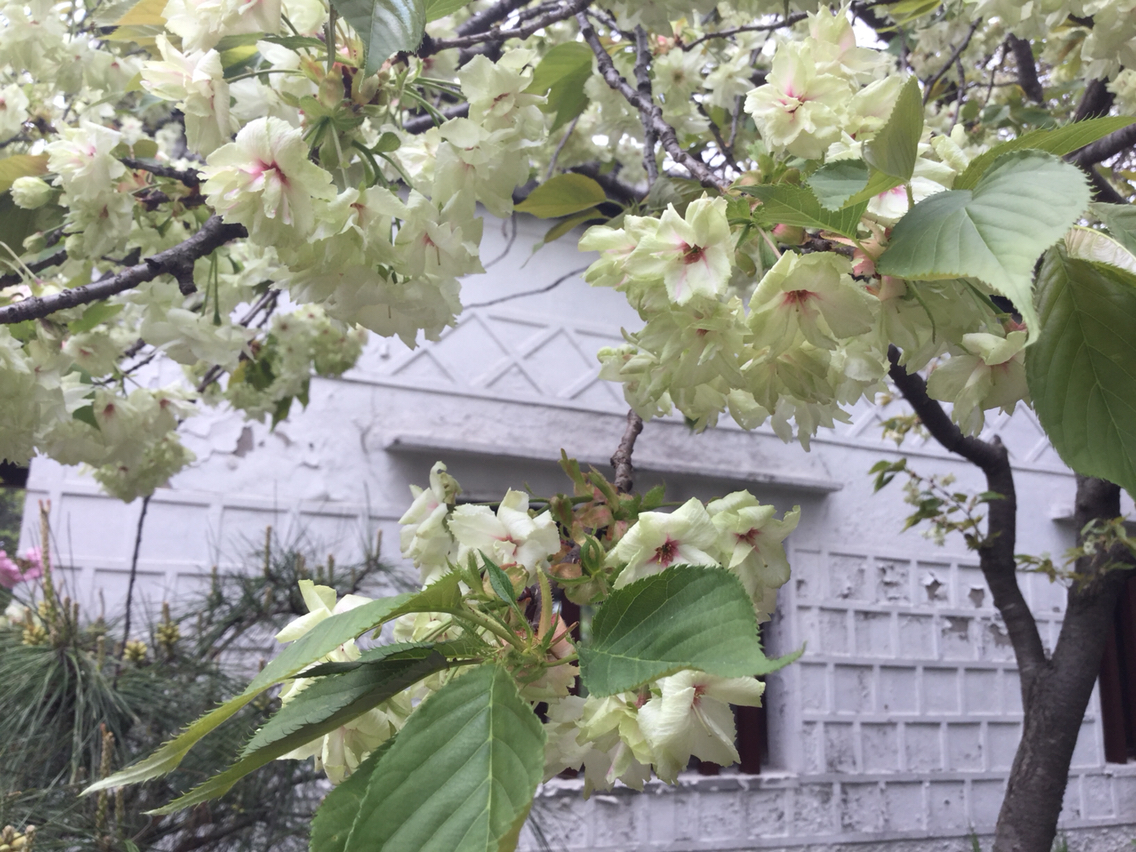
郁金樱花近景
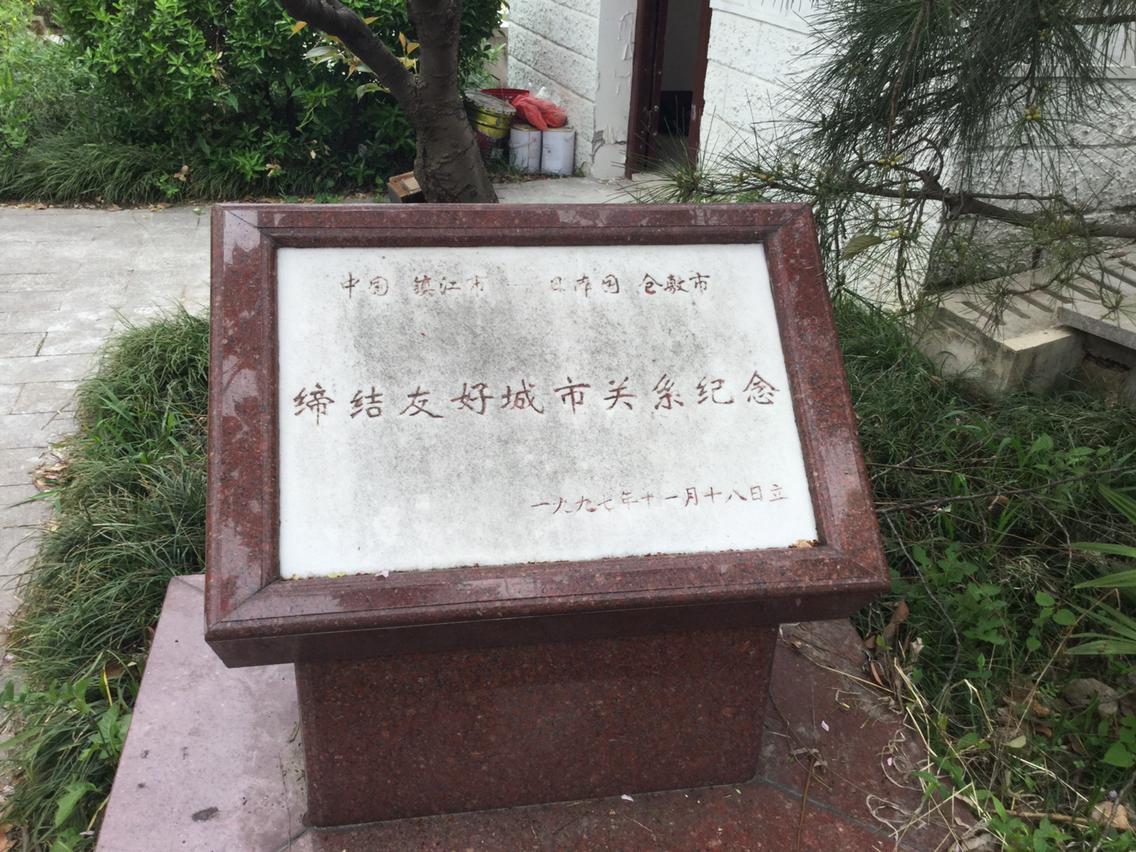
镇江-仓敷缔结友好城市关系记念

全园唯一一株绿色樱花，花期3月底至4月初。花叶同开，重瓣，约15枚，直径约4厘米。刚刚绽放时花色皆为浅绿色，后期外层花瓣会略带浅红色。
- 僧伽塔

该塔瘗西域高僧僧伽真身，故名。
- 喜雨潭
- 学子亭

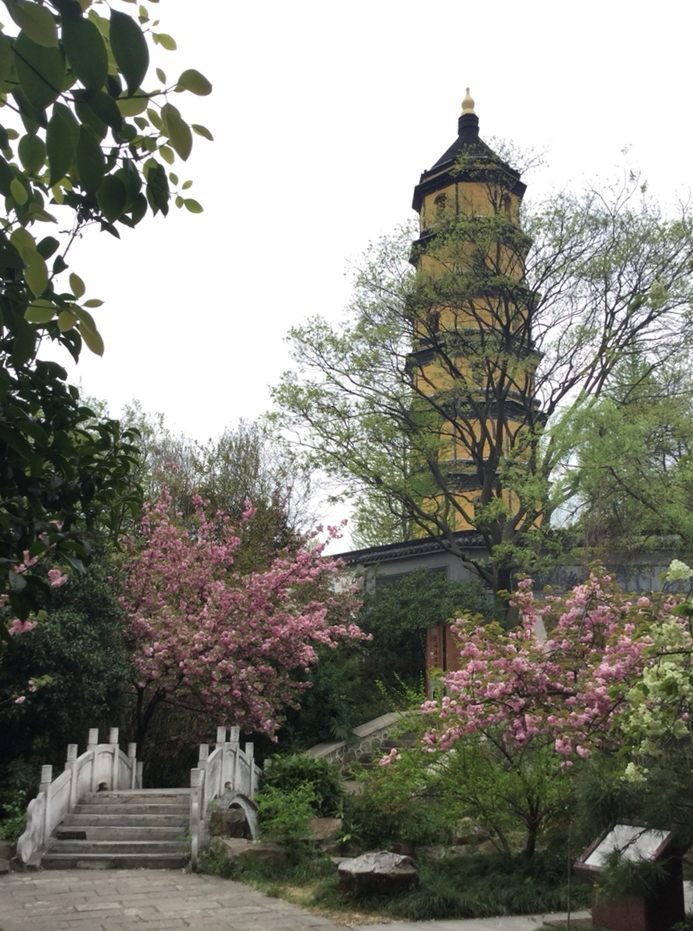
樱花小筑上拍摄的僧伽塔

该亭下有碑刻，由六校捐资建成。亭四周刻有镇江12位著名学者的画像和简介。
- 红梅阁
- 楠香斋